# Atletica leggera ai Giochi della XXII Olimpiade - Salto in alto femminile

Video della Finale	(telecronaca di Paolo Rosi)

Video della Finale

Il salto in alto ha fatto parte del programma femminile di atletica leggera ai Giochi della XXII Olimpiade. La competizione si è svolta nei giorni 25 e 26 luglio 1980 allo Stadio Lenin di Mosca.

## Presenze ed assenze delle campionesse in carica
| Competizione      | Atleta              | Prestazione | Mosca 1980   |
| ----------------- | ------------------- | ----------- | ------------ |
| Olimpiadi 1976    | Rosemarie Ackermann | 1,93 m      | Presente     |
| Commonwealth 1978 | Katrina Gibbs       | 1,93 m      | Assente      |
| Europei 1978      | Sara Simeoni        | 2,01 m      | Presente     |
| Asiatici 1978     | Zheng Dazhen        | 1,88 m      | Cina assente |

1. ↑  Il gigante asiatico non partecipa ai Giochi dal 1952.

### Assenti a causa del boicottaggio
| Olimpionica Monaco 1972                                | 1,94      | 10 giugno | Ulrike Meyfarth |
| Campionessa panamericana                               | 1,93      | 1979      | Louise Ritter   |
| Oro Coppa del mondo 1979 Seconda misura della stagione | 1,96 1,97 | 1979 1980 | Deborah Brill   |

## Gara
In qualificazione, sono esattamente 12 le atlete che raggiungono la misura richiesta.

In finale le favorite per il titolo entrano in gara ad 1,80. A sorpresa, Sara Simeoni passa 1,88 per chiedere la misura successiva. Centra al primo tentativo 1,91, insieme alla polacca Kielan e alla campionessa in carica Rosemarie Ackermann.

A 1,94 giunge improvviso il cedimento della tedesca est, mentre la Simeoni e la Kielan ce la fanno alla prima prova. Sono raggiunte, al secondo tentativo, dall'altra tedesca dell'Est Jutta Kirst: rimangono in tre.

La gara si decide a 1,97: un errore per tutt'e tre, poi al secondo turno sorride solo la Simeoni, che si fregia anche del nuovo record olimpico.

## Risultati

### Turno eliminatorio
Venerdì 25 luglio 1980, ore 10:40.
Qualificazione1,88 m (Q) o le prime 12 atlete classificate (q)
| Pos | Gruppo | Atleta              | Nazione          | Salti | Salti | Salti | Salti | Salti | Uscita | Note |
| Pos | Gruppo | Atleta              | Nazione          | 1,70  | 1,75  | 1,80  | 1,85  | 1,88  | Uscita | Note |
| --- | ------ | ------------------- | ---------------- | ----- | ----- | ----- | ----- | ----- | ------ | ---- |
| 1   | A      | Rosemarie Ackermann | Germania Est     | –     | O     | O     | O     | O     | 1,88   | Q    |
| 1   | A      | Urszula Kielan      | Polonia          | –     | O     | O     | O     | O     | 1,88   | Q    |
| 1   | A      | Andrea Mátay        | Ungheria         | –     | O     | O     | O     | O     | 1,88   | Q    |
| 1   | A      | Marina Sysoeva      | Unione Sovietica | –     | O     | O     | O     | O     | 1,88   | Q    |
| 1   | B      | Christine Stanton   | Australia        | O     | O     | O     | O     | O     | 1,88   | Q    |
| 6   | B      | Christine Soetewey  | Belgio           | –     | O     | XO    | O     | O     | 1,88   | Q    |
| 6   | A      | Louise Miller       | Gran Bretagna    | –     | O     | O     | XO    | O     | 1,88   | Q    |
| 8   | A      | Tamara Bykova       | Unione Sovietica | –     | O     | O     | O     | XO    | 1,88   | Q    |
| 8   | A      | Jutta Kirst         | Germania Est     | –     | O     | O     | O     | XO    | 1,88   | Q    |
| 8   | A      | Sara Simeoni        | Italia           | –     | O     | O     | O     | XO    | 1,88   | Q    |
| 11  | A      | Cornelia Popa       | Romania          | –     | XO    | O     | XO    | XO    | 1,88   | Q    |
| 12  | A      | Andrea Reichstein   | Germania Est     | –     | O     | O     | O     | XXO   | 1,88   | Q    |
| 13  | A      | Elżbieta Krawczuk   | Polonia          | –     | O     | O     | O     | XXX   | 1,85   |      |
| 13  | B      | Danuta Bułkowska    | Polonia          | O     | O     | O     | O     | XXX   | 1,85   |      |
| 15  | B      | Susanne Lorentzon   | Svezia           | O     | O     | O     | XO    | XXX   | 1,85   |      |
| 16  | B      | Jordanka Blagojeva  | Bulgaria         | –     | O     | O     | XXX   |       | 1,80   |      |
| 16  | B      | Marina Serkova      | Unione Sovietica | –     | O     | O     | XXX   |       | 1,80   |      |
| 18  | B      | Ann-Ewa Karlsson    | Svezia           | O     | XO    | O     | XXX   |       | 1,80   |      |
| 19  | B      | Lidija Benedetič    | Jugoslavia       | –     | O     | XO    | XXX   |       | 1,80   |      |
| –   | B      | Dia Toutounji       | Siria            | XXX   |       |       |       |       | NM     |      |

### Finale
Sabato 26 luglio 1980, ore 18:00.
| Pos | Atleta              | Nazione          | Salti | Salti | Salti | Salti | Salti | Salti | Salti | Misura | Note            |
| Pos | Atleta              | Nazione          | 1,75  | 1,80  | 1,85  | 1,88  | 1,91  | 1,94  | 1,97  | Misura | Note            |
| --- | ------------------- | ---------------- | ----- | ----- | ----- | ----- | ----- | ----- | ----- | ------ | --------------- |
|     | Sara Simeoni        | Italia           | –     | O     | O     | –     | O     | O     | XO    | 1,97   | Record olimpico |
|     | Urszula Kielan      | Polonia          | –     | O     | –     | O     | O     | O     | XXX   | 1,94   |                 |
|     | Jutta Kirst         | Germania Est     | O     | O     | XO    | O     | XXO   | XO    | XXX   | 1,94   |                 |
| 4   | Rosemarie Ackermann | Germania Est     | O     | O     | O     | O     | O     | XXX   |       | 1,91   |                 |
| 5   | Marina Sysoeva      | Unione Sovietica | –     | O     | O     | O     | XO    | XXX   |       | 1,91   |                 |
| 6   | Andrea Reichstein   | Germania Est     | O     | O     | O     | O     | XO    | XXX   |       | 1,91   |                 |
| 7   | Christine Stanton   | Australia        | O     | O     | O     | O     | XO    | XXX   |       | 1,91   |                 |
| 8   | Cornelia Popa       | Romania          | –     | O     | O     | O     | XXX   |       |       | 1,88   |                 |
| 9   | Tamara Bykova       | Unione Sovietica | –     | O     | O     | XO    | XXX   |       |       | 1,88   |                 |
| 10  | Andrea Mátay        | Ungheria         | –     | –     | O     | XXX   |       |       |       | 1,85   |                 |
| 11  | Louise Miller       | Gran Bretagna    | XO    | O     | O     | XXX   |       |       |       | 1,85   |                 |
| 12  | Christine Soetewey  | Belgio           | O     | O     | XXX   |       |       |       |       | 1,80   |                 |